# Kriek Jacobins
Kriek Jacobins is een Belgisch bier van spontane gisting.
Het bier wordt gebrouwen in Brouwerij Omer Vander Ghinste te Bellegem. Het is een roodkleurig bier met een alcoholpercentage van 3,2% op basis van lambiek.